# MÁV IVc
Die MÁV IVc waren Güterzug-Schlepptenderlokomotiven der ungarischen Staatsbahnen (MÁV).

## Geschichte
Der starke Güterverkehr auf der Fiumaner Gebirgsstrecke bedingte eine neuerliche Bestellung von vierfach gekuppelten Maschinen.
Die Budapester Maschinenfabrik verwendete den Kessel der Kategorien MÁV Ie, MÁV Ih und MÁV Ik (MÁV-Baureihe 222, MÁV-Baureihe 320, MÁV-Baureihe 321) zur Konstruktion dieser leistungsstarken Güterzuglokomotiven.
Es kam das Nassdampf-Zwillingssystem zur Anwendung.
Die letzte Achse war um 30 mm seitlich verschieblich, um einen besseren Kurvenlauf zu erzielen.
Die Fahrzeuge hatten Außenrahmen und Heusinger-Steuerung.
Von 1894 bis 1896 wurden 35 Exemplare gebaut.
Da der Bogenlauf trotz der verschiebbaren Achse nicht befriedigte, kam es zur Stornierung der Bestellung weiterer Maschinen dieses Typs.
In Folge ließen die MÁV Mallet-Lokomotiven bauen, um den gewünschten Kurvenlauf zu garantieren.
Die MÁV gaben den Fahrzeugen zunächst die Nummern 4301–4335 und die Kategorie IVc, ab 1911 die Bezeichnung 421,001–035.
Durch Gebietsabtretungen gelangten 14 Maschinen zur Tschechoslowakischen Staatsbahn ČSD, die sie als Reihe 414.5 bezeichnete und auf slowakischem Gebiet einsetzte. Diese Maschinen wurden nach dem Zweiten Weltkrieg ausgemustert.